# Magnus-Haus
Das Magnus-Haus ist ein denkmalgeschütztes, mehr als 250-jähriges klassizistisch-barockes Bürgerhaus im Berliner Ortsteil Mitte, in dem der Physiker Heinrich Gustav Magnus im 19. Jahrhundert wohnte, forschte und lehrte. Hier fand auch das von Magnus eingerichtete physikalische Colloquium statt, aus dessen Teilnehmerkreis 1845 die Deutsche Physikalische Gesellschaft hervorging. Zwischen 1958 und 1990 war das Magnus-Haus der Stammsitz der Physikalischen Gesellschaft der DDR.
Das Magnus-Haus stellt mit seinem unverbauten historischen Garten ein bedeutendes Bauensemble in Berlin-Mitte dar.

## Lage
Das Magnus-Haus steht mit der Hauptfront an der Straße Am Kupfergraben 7 an einem Arm der Spree mit Blick auf das Pergamon-Museum. Der linke Flügel des Hauses grenzt an die Dorotheenstraße, die rechte Seite an die Bauhofstraße. Die hintere Gartenbegrenzung wird durch einen Fußweg zwischen Bauhof- und Dorotheenstraße gebildet. Die Gesamtfläche des Grundstücks beträgt 3780 m².

## Gebäudeensemble

### Überblick
Es ist nicht gesichert, ob das Bürgerpalais aus dem totalen Umbau eines früheren Hauses entstand oder als kompletter Neubau. Das jetzige Aussehen verdankt es Johann Boumann, der um 1753 Pläne von Georg Wenzeslaus von Knobelsdorff umsetzte, die dieser im Jahr 1750 als Aquarellzeichnungen angefertigt hatte. Es handelt sich hierbei um einen zweigeschossigen Bau, an dem ein Querhaus mit einer Wagenremise angebaut wurde und ein Kutschstall zur Hofseite hin seinen Platz fand. Als Bauherr trat Friedrich II. auf, der es nach der Fertigstellung seinem Beamten Johann Friedrich Westphal übereignete.

### Souterrain
Das Souterrain (Kellergeschoss) besteht aus großen Sandsteinquadern und besitzt kleine hoch gelegene Fensteröffnungen, die etwa 40 cm über dem Gehweg liegen. In den Räumen war anfänglich eine Wohnung für die Dienstboten („Domestique-Stube“) nebst Küche, Toiletten und zahlreichen Abstellmöglichkeiten.

### 1. Etage (Hochparterre)

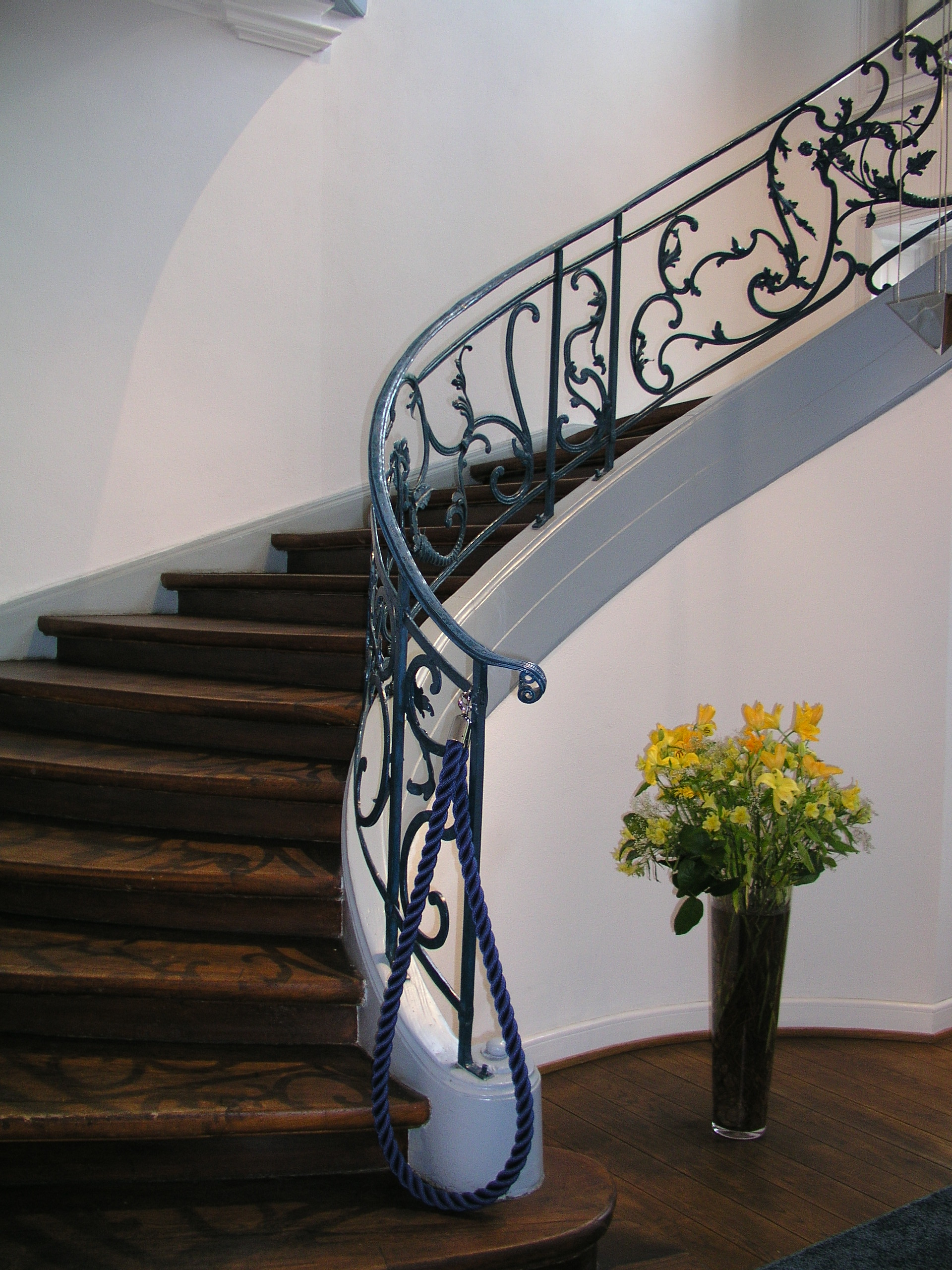
Innentreppe

Die großzügig aufgeteilte erste Etage (Hochparterre) bestand in der ersten Bebauung aus mindestens acht großen Räumen und drei Treppen ermöglichten den Zugang. Die aus der Bauzeit erhaltene Haupttreppe windet sich in Spiralform in die zweite Etage hinauf und besitzt einen im Rokokostil verzierten schmiedeeisernen Handlauf.

### 2. Etage und Dachgeschoss
Nach den Plänen der ersten Bauphase reichte der linke Gebäudeteil in dieser Etage nur bis zum Querhaus (Hoftrakt), die Räume der ersten Etage bis zur Dorotheenstraße waren überdacht. Bei den ersten Umbauten durch den Architekten Günther 1822 wurden das zweite Geschoss und ebenfalls der Hofflügel im klassizistischen Stil aufgestockt. Ein paar kleine Räume im ausgebauten Dachgeschoss vervollständigen das Bauwerk.
Nach den zahlreichen und zuletzt 1993/1994 durchgeführten Sanierungs- und Umbauarbeiten befinden sich in der ersten Etage ein großer Konferenzraum für rund 120 Personen mit drei kleinen Vorräumen, in der zweiten Etage zwei kleine Tagungsräume für maximal 20 bzw. 10 Personen und zahlreiche kleinere Räume, die vielfältig genutzt werden können.

### Bauten auf dem Hof
An der Bauhofstraße gibt es eine Hofeinfahrt, die früher zu der Wagenremise, einem Putzbau mit Walmdach, führte. Anstelle dieser Remise wurde im 19. Jahrhundert eine kleine Probebühne angebaut. Der ehemalige Pferdestall wurde bei den Umbauten des 20. Jahrhunderts zu einer Restauration für etwa 40 Personen ausgebaut und heißt nun allgemein Remise.

### Fassade

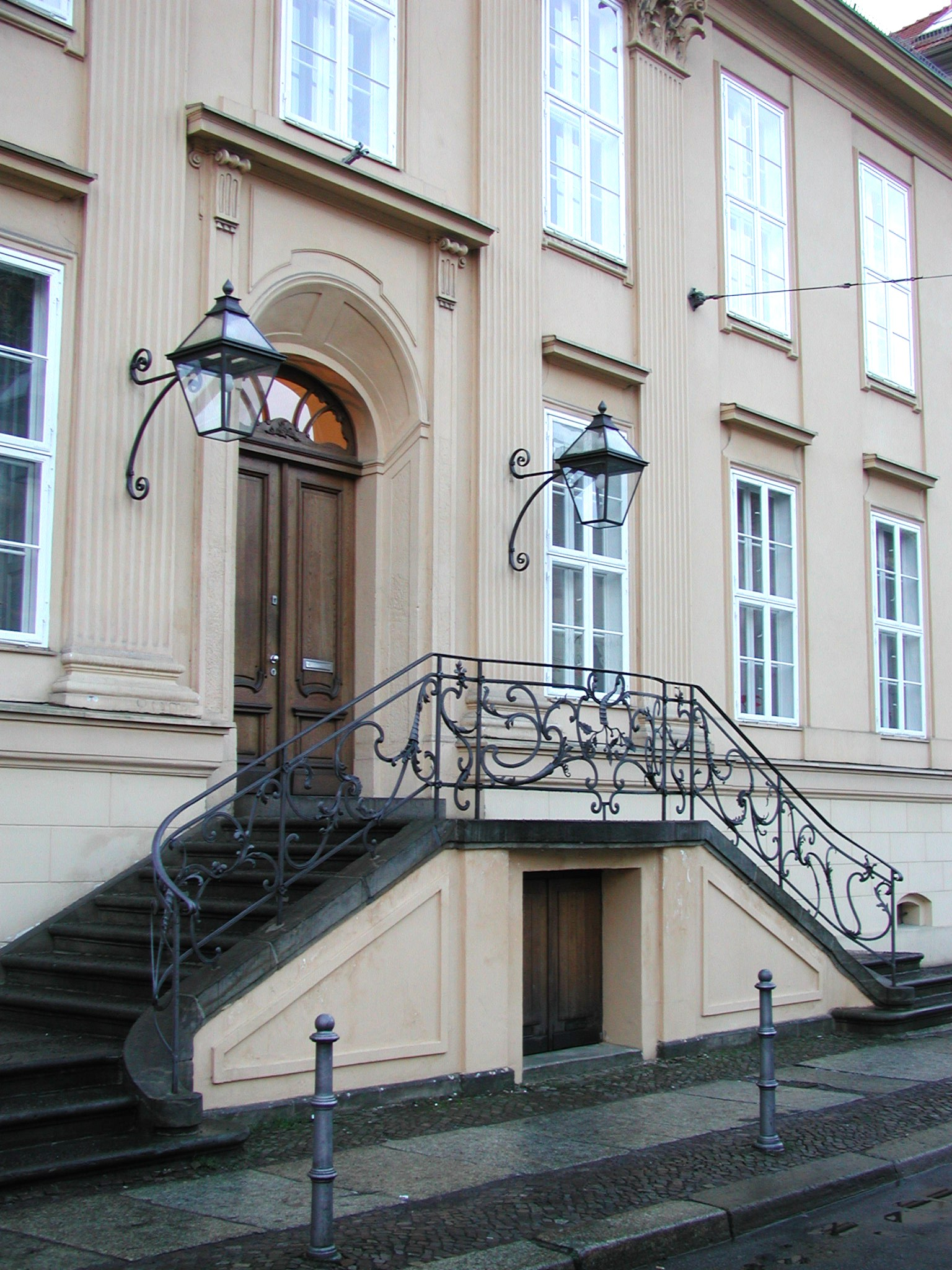
Fassaden-Mittelstück des Magnus-Hauses

Die Putzfassade des Hauptgebäudes ist durch korinthische Pilaster und regelmäßig angeordnete hohe Fenster neunachsig symmetrisch gegliedert. An diese Fassade schließt sich linksseitig ein zweiachsiger Gebäudeteil an. Ein risalitartig hervorgehobenes Mittelstück mit einer doppelläufigen Freitreppe und einem korbbogigen Portal führt in die erste Etage.

## Geschichte

### Nutzung im 18. und 19. Jahrhundert
Erster Bewohner war die Familie des königlichen Beamten Westphal, als Nächstes zog der Mathematiker Joseph-Louis Lagrange hier ein, der von 1766 bis 1787 Direktor der Berliner Preußischen Akademie der Wissenschaften war.
Im Jahr 1822 erwarb der Architekt August Adolf Günther das Anwesen, der es 1840 an den Physiker Gustav Heinrich Magnus verkaufte. Auf Grund der unmittelbaren Nähe zur Museumsinsel hatte zwischenzeitlich Carl Graf von Brühl, Generalintendant der Berliner Museen, das heutige Magnus-Haus mit seiner Familie bewohnt.  Die zahlreichen Räume wurden nach dem Ankauf nach Vorstellungen von Magnus so umgestaltet, dass er 1842 ein physikalisches Kabinett einrichten konnte, um seine Forschungen durchzuführen. Außerdem lud er dazu Studenten ein, es gab Diskussionsrunden und Lehrveranstaltungen im Haus (Physikalische Kolloquia). Durch diese intensive wissenschaftliche Tätigkeit kam es 1845 (in einem Lokal in der Französischen Straße) zur Gründung der Physikalischen Gesellschaft zu Berlin, die ihre Arbeit vom Palais am Kupfergraben aus lenkte und ihre Sitzungen hier abhielt. Aus der Physikalischen Gesellschaft zu Berlin ging später die Deutsche Physikalische Gesellschaft hervor.

### Nutzung bis 1945

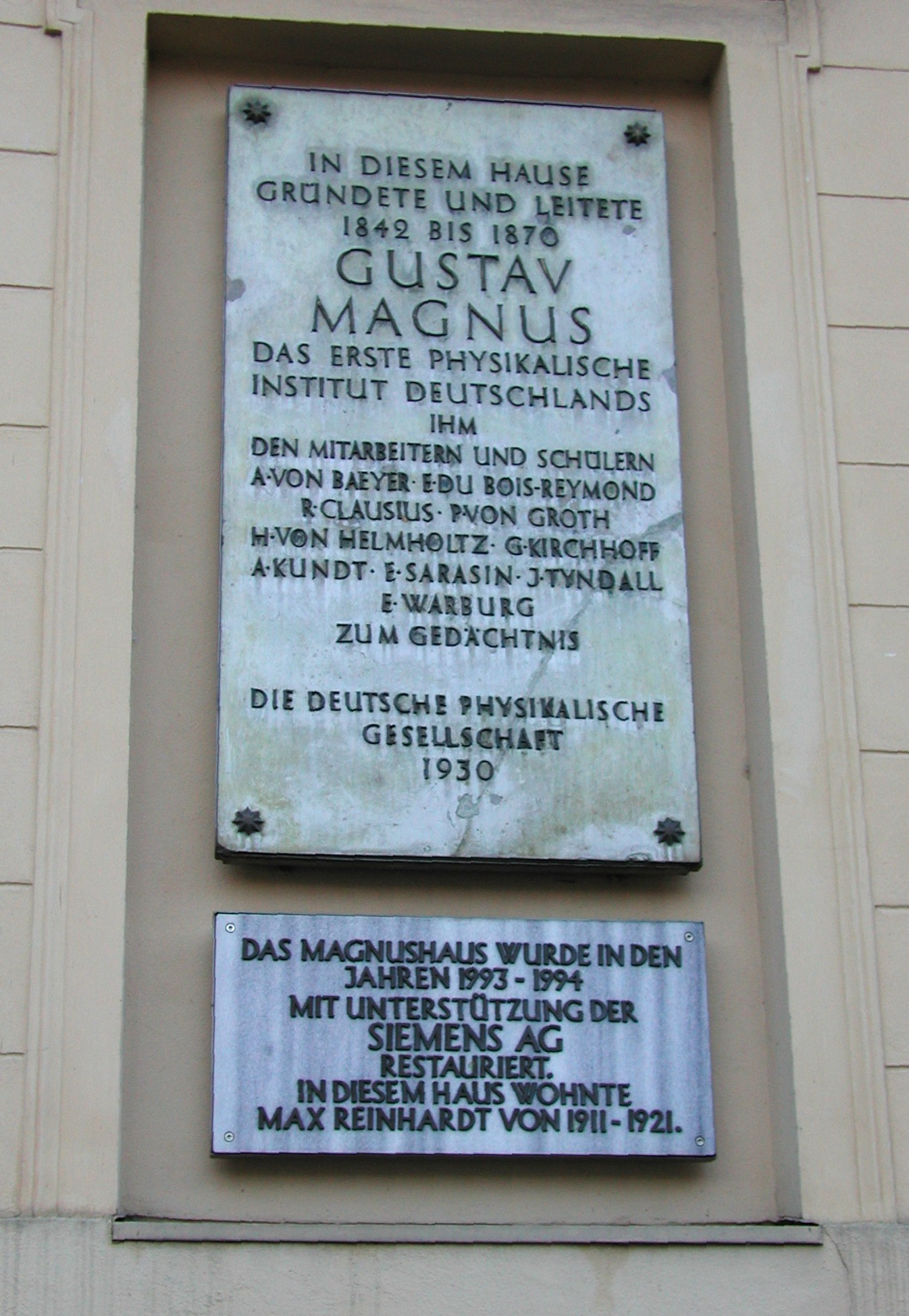
Gedenktafeln am Magnus-Haus

Das Gebäude wurde 1908 Wohnsitz für die Familie des Germanisten Rochus von Liliencron, der es 1911, kurz vor seinem Tod, dem Preußischen Staat verkaufte. Dieser übergab das nun nach seinem ersten bedeutenden Bewohner Magnus-Haus genannte Palais ab 1911 dem Regisseur Max Reinhardt zur Nutzung, der zehn Jahre lang bis 1921 die Räume des Obergeschosses bewohnte.
In den Jahren 1927/1928 mussten umfangreiche Sanierungsarbeiten durchgeführt werden, auch erfolgten im Inneren und an der Remise Umbauarbeiten. Die DPG ließ 1930 eine Gedenktafel am Haus anbringen, die seitdem an das Wirken von Magnus sowie seine Mitarbeiter und Schüler erinnert.
Als 1934 viele der 1300 Mitglieder der Physikalischen Gesellschaft wegen der politischen Entwicklungen Berlin und Deutschland ganz verließen, wurde die Berliner Universität Eigentümer des Magnus-Hauses. Obwohl die DPG durch die Wahl regimetreuer Wissenschaftler in den Vorstand (wie Carl Ramsauer) weiterhin aktiv bleiben konnte und sogar finanzielle Zuschüsse erhielt, musste sie schließlich zum Ende des Zweiten Weltkriegs 1945 ihre Arbeit vollständig einstellen. Das Magnus-Haus hatte seine Bedeutung verloren.

### Nach dem Zweiten Weltkrieg
Ab Mai 1945 beherbergte das Magnus-Haus bis mindestens Dezember 1946 das Untersuchungsgefängnis der Operativgruppe 1 der sowjetischen Geheimpolizei NKWD/MWD in Berlin, die für den Bezirk Mitte zuständig war. Das Gefängnis befand sich im Keller, hatte keine sanitären Einrichtungen und war nicht beheizbar. Zur gleichen Zeit hatten die Alliierten alle Parteien und Organisationen in Deutschland aufgelöst, so auch die DPG. Im Jahr 1946 kam es zur Neugründung von einzelnen physikalischen Gesellschaften in den westlichen Besatzungszonen, die sich 1950 zum Verband Deutscher Physikalischer Gesellschaften zusammenschlossen; 1963 wurde in der Bundesrepublik die Deutsche Physikalische Gesellschaft wiedergegründet.
Im September 1949 übergab die Sowjetische Besatzungsmacht das Gebäude der in der DDR gerade gegründeten Gesellschaft für Deutsch-Sowjetische Freundschaft, die es ohne größere Umbauten bis 1952 nutzte.

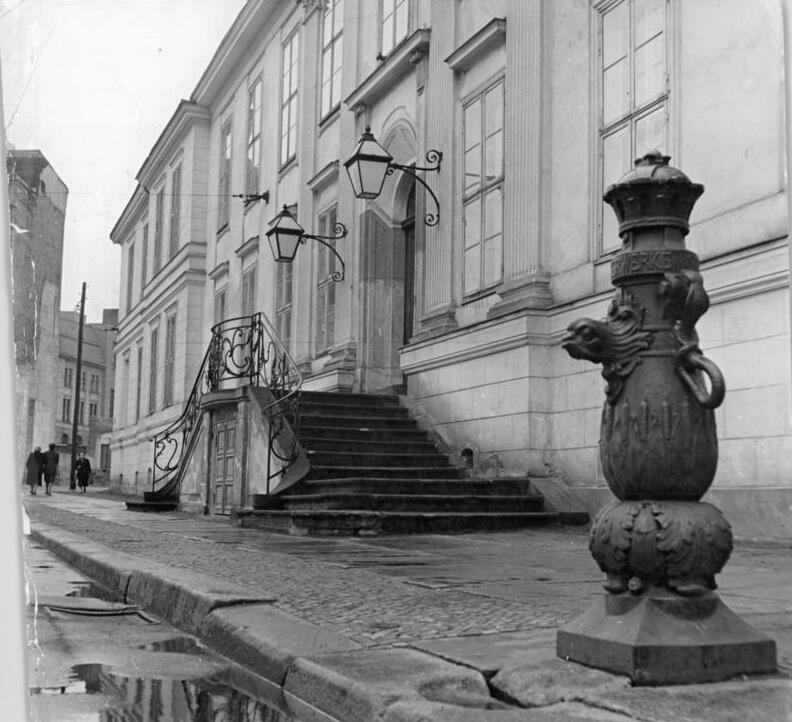
Magnus-Haus, 1958

In Ost-Berlin und der sowjetischen Besatzungszone wurde erst 1952 wieder eine wissenschaftliche Gesellschaft gegründet, die sich verstärkt der Entwicklung der Physik widmete. Sie gab sich den Namen Physikalische Gesellschaft der DDR. Aus Anlass des 100. Geburtstages von Max Planck, der auch lange Jahre Vorsitzender der DPG war, wurde das Magnus-Haus 1958 (wieder) der Sitz dieser Gesellschaft. Die Bibliothek erhielt den Ehrennamen Max-Planck-Bibliothek, auch das Haus trug zeitweilig den Namen Max Planck. Die gesammelten Werke des Gelehrten wurden anlässlich der Namensgebung durch den sowjetischen Gelehrten Abraham Joffé an die Physikalische Gesellschaft zurückgegeben, nachdem die Materialien am Kriegsende von sowjetischen Soldaten sichergestellt worden waren. Sie umfassen rund 1000 Bücher, darunter Lexika, Wörterbücher, Manuskripte, physikalische Standardwerke des 19. Jahrhunderts, Kompendien, Ausgaben von Plancks Werken sowie Festschriften, die zu seinen Ehren herausgegeben wurden. Das Haus gehörte nun laut Grundbuch der Stadt Berlin.
Die Physikalische Gesellschaft der DDR war sehr aktiv, es gelang ihr neben der Herausgabe von Physikalischen Fachschriften auch, zahlreiche international erfolgreiche Wissenschaftler zu Gastvorträgen nach Berlin einzuladen, wie den italienischen Teilchenphysiker Bruno Pontecorvo im Jahre 1965 und viele andere.

### Seit 1990

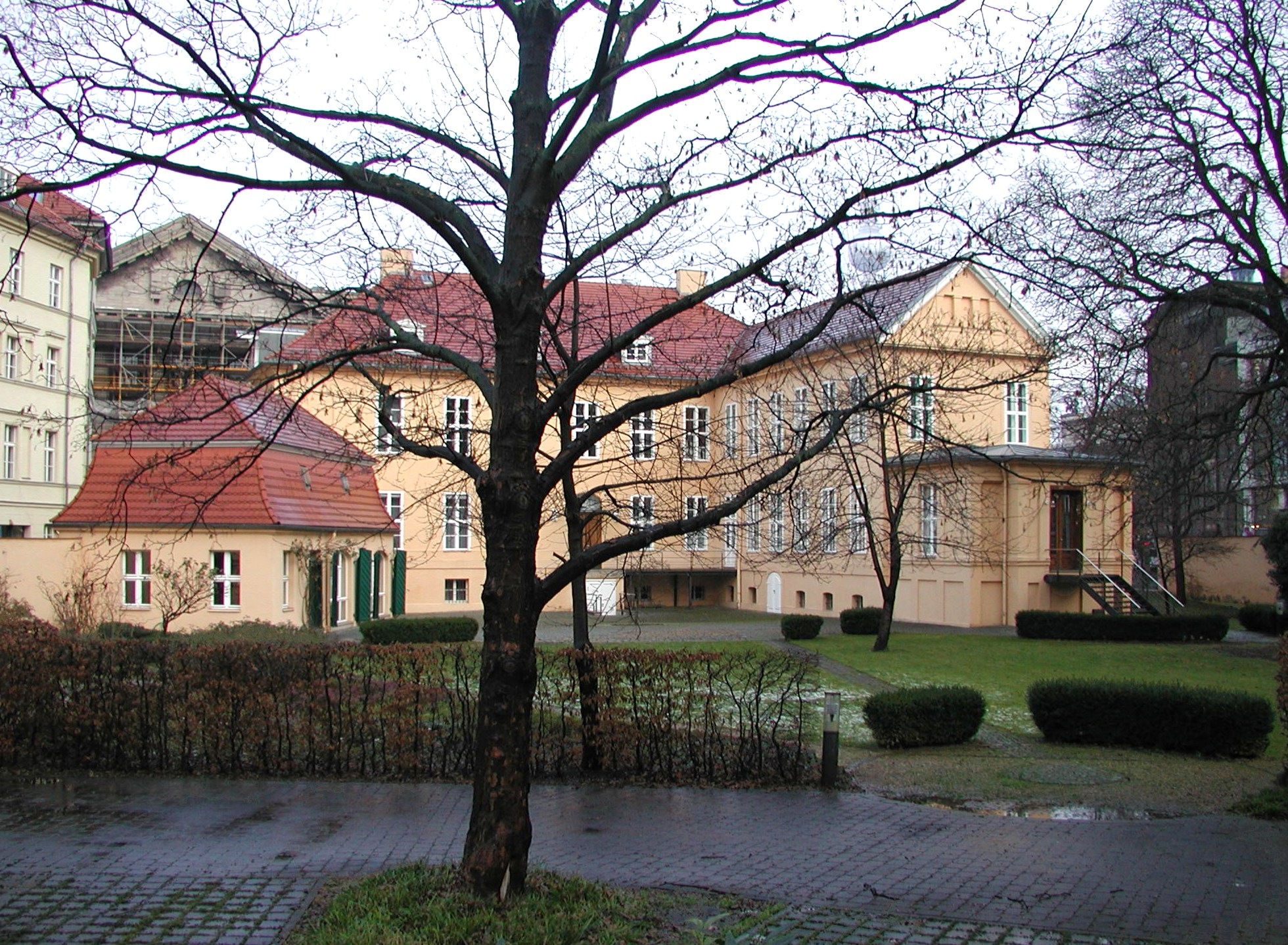
Rückansicht des Magnus-Hauses mit Hof und ehemaligem Stall

Nach der politischen Wende und seit dem folgenden Zusammenschluss der beiden deutschen Physikalischen Gesellschaften nutzt die (neue) Deutsche Physikalische Gesellschaft (DPG) das Magnus-Haus wieder intensiv. Der Senat von Berlin ließ das Gebäudeensemble 1993/1994 sanieren, das Magnus-Haus wurde insbesondere unter der Ägide von Theo Mayer-Kuckuk zwischen 1994 und 2006 in seiner Rolle als wissenschaftlicher Leiter zu einem wissenschaftlichen Begegnungszentrum der Deutschen Physikalischen Gesellschaft mit den folgenden Schwerpunkten ausgebaut:
- Behandlung von Problemen, zu deren Lösung Physiker beitragen können und die von allgemeiner Bedeutung für unsere Zivilisation sind,
- Darstellung der physikalischen Wissenschaft und ihrer Nachbardisziplinen,
- Förderung der physikalischen Forschung und Lehre durch Intensivierung des Gedankenaustausches zwischen Physikern,
- Förderung der interdisziplinären Gespräche zwischen Physik und anderen technisch-wissenschaftlichen Bereichen

Siemens beteiligte sich an den Kosten dieser Sanierung mit einer namhaften Spende. Das Unternehmen sieht sich dem Haus dadurch verbunden, dass die Unternehmensgründer Werner von Siemens und Georg Halske zu den frühen Mitgliedern der Physikalischen Gesellschaft zählten. Eine zweite Gedenktafel, unmittelbar unter derjenigen von 1930 angebracht, erinnert seit 1994 an diese Restaurierung des Hauses und den ehemaligen Bewohner Max Reinhardt.
Als weitere Nutzung führte die Ernst von Siemens Musikstiftung ab 1995 die Magnus-Haus-Konzerte als Musikalischer Salon ein. Einige Büroräume im Magnus-Haus wurden durch den Alt-Bundespräsidenten Richard von Weizsäcker und werden seit 1999 durch den Verein Atlantik-Brücke genutzt.
Im Magnus-Haus finden auch regelmäßig die von der 1963 gegründeten Wilhelm und Else Heraeus Stiftung finanzierten und vom DPG-Arbeitskreis Industrie und Wirtschaft (AIW) organisierten Berliner Industriegespräche statt, die der Förderung von Forschung und Ausbildung auf dem Gebiet der Naturwissenschaften dienen.

### Verkauf an Siemens (2001)
Aufsehen erregte im September 2001 der Verkauf des Magnus-Hauses durch das Land Berlin an die Siemens AG, da der Kaufpreis bei nur 2,86 Millionen Euro lag, obwohl der Verkehrswert 9,8 Millionen Euro betragen haben soll. Der Kaufpreis war auch nach Erteilung des umstrittenen Bauvorbescheids im Jahr 2015 nicht aufgebessert worden, obwohl der Kaufvertrag dies zugelassen hätte. Das hätte nahe gelegen, denn die Genehmigung für den Neubau erhöht den Wert des Grundstücks.
Siemens will das Gebäude mittelfristig als Konzernrepräsentanz nutzen. Ein kleines Büro von 30 m² hat die Firma bereits im Jahr 2001 gemietet, beim Auslaufen von Untermietverträgen soll die eigene Nutzfläche dann erweitert werden.
Dies hat lautstarke Sorgen bei der DPG hervorgerufen, die befürchtet, mittel- oder langfristig das Haus räumen zu müssen, weil der Mietvertrag nicht verlängert werde. Doch ein Firmensprecher versicherte: „Die Deutsche Physikalische Gesellschaft (DPG) bleibt auch weiterhin der Hauptmieter im Magnus-Haus […] und kann die etwa 1000 m² umfassenden Räume weitere 23 Jahre mietfrei selbst nutzen und/oder untervermieten“. Siemens sei an einem harmonischen Miteinander sehr interessiert, denn die Deutsche Physikalische Gesellschaft und Siemens seien seit der Firmengründung im Jahr 1847 eng miteinander verbunden. Letztlich kam eine Einigung auf eine Verlängerung des noch bis 2024 laufenden Vertrags um weitere 30 Jahre bis 2054 zustande.
Wegen des Vorhabens von Siemens, im zum Ensemble gehörenden Park einen Neubau für die Firmenrepräsentanz zu errichten, sind seit 2012 intensive Diskussionen im Gange. Auf dem bisher als Parkplatz genutzten Teil des Grundstücks soll auf einer Grundfläche von rund 600 Quadratmetern eine Nutzfläche von rund 1800 Quadratmetern entstehen. Die Höhe des neuen Gebäudes werde bei gut 17,5 Metern liegen, was zwischen der Höhe des Magnus-Hauses und der des Collegium Hungaricums liegt. Denkmalschützer haben sich dagegen ausgesprochen, da ein Neubau das „letzte Beispiel eines barocken bürgerlichen Stadtpalais in Berlin-Mitte“ mit den „dazugehörigen Gartenarealen“ zerstören werde. Der damalige Bausenator Michael Müller sowie Mittes Baustadtrat Carsten Spallek (CDU) erteilten trotzdem den Bauvorbescheid zugunsten von Siemens. Spallek erklärte dies mit einer „Abwägung“: Die wirtschaftlichen Interessen des Landes an der Einrichtung einer Hauptstadtrepräsentanz durch Siemens wögen schwerer als die Bedenken der Denkmalschützer. Aus Protest haben acht namhafte Institutionen wie die Berliner Architektenkammer (AKB), der Bund Deutscher Architekten Berlin (BDA) oder der Architekten- und Ingenieur-Verein zu Berlin (AIV) in einem gemeinsamen Schreiben ihre Mitglieder aufgefordert, sich nicht am Wettbewerb für die Siemens-Hauptstadtrepräsentanz zu beteiligen. Dieser Aufruf wurde veröffentlicht und richtet sich auch an ausländische Architekten.

### Verkauf an die Schwarz-Gruppe (2024)
Im Oktober 2024 wurde überraschend bekannt, dass Siemens das Magnus-Hauses an die Schwarz-Gruppe aus Neckarsulm verkauft habe.